# Chlorochroa viridicata
Chlorochroa viridicata är en insektsart som först beskrevs av Walker 1867.  Chlorochroa viridicata ingår i släktet Chlorochroa och familjen bärfisar. Inga underarter finns listade i Catalogue of Life.